# MN 11. Harckocsi Hadosztály
A Magyar Néphadsereg 11. Harckocsi Hadosztály a Magyar Néphadsereg 5. Hadsereg közvetlen alakulata volt 1961–1987 között. 1987-től 1. Gépesített Hadtest, majd annak átalakítása után 1. Katonai Kerület Parancsnokságként működött 1996-ig.

## Története
A magasabbegység 1961. szeptember 1-én alakult meg Tatán a Klapka György Laktanyában. A hadosztály első parancsnoka Bérces Emil vezérőrnagy volt. A harckocsizó magasabbegység az 1961. augusztusában létrejött 5. Hadsereg közvetlen alakulata volt megalakításától kezdődően.
Tatán került felállításra a MN 69. Harckocsi Ezred és átvette a MN 31. Harckocsi Ezredet. 1962. október 25-én a 9. Gépkocsizó Lövészhadosztálytól átvette a 25. Harckocsi Ezredet. Első hadgyakorlata az "ISASZEG" volt 1962. október 14-19. között.
1963-ban a 8. Gépkocsizó Lövészhadosztály átvezénylésre került Békéscsaba helyőrségből Zalaegerszegre. A Szabadszálláson lévő 145. Harckocsi Ezred átkerült a 11. Harckocsi Hadosztály állományába, illetve a 15. Gépkocsizó Lövészezred pedig a gyöngyösi 4. Gépkocsizó Lövészhadosztálytól. Így kialakult 3+1 ezred kialakítás, ami a hadosztály felszámolásáig fennállt.
1965-ben a hadosztály egy része áttért a 2×1 éves kiképzésről a 3×8 hónapra. Ezáltal intenzívebbé vált a kiképzés és megnőtt a ténylegesen kiképzett hadra fogható katonák létszáma. 1967. december 1-től pedig a hadosztály teljes egésze áttért a 3x8 hónapos kiképzési ciklusra.
1966-ban a harckocsi ezredeknél felállítottak egy-egy 4 ZSZU-57-2-vel felszerelt önjáró légvédelmi lövegből álló légvédelmi tüzérüteget.
1967-ben a 15. Gépkocsizó Lövészezred harckocsi zászlóalja teljes állományú alakulat lett és az addigi felderítő szakaszt századdá erősítették meg.
1968-ban részt vett a "SUMAVA" hadgyakorlaton Csehszlovákiában. A későbbi bevonulás során az ún. "ZALA" hadgyakorlaton a hadosztály átadta a megszállásban részt vevő 8. Gépkocsizó Lövészhadosztálynak a MN 31. Harckocsi Ezredet az viszont átmenetelig a tapolcai 8. Harckocsi Ezredet.
A helyzet normalizálása után a légvédelmi tüzérüteget átfegyverezték ZSZU–23–4 Silkára.
1971-ben a harckocsi ezredek harmadik zászlóaljai kiképző zászlóaljakká alakultak át. Hadilétszámon az ezredek 94 db T-55 harckocsival rendelkeztek. Szintén ebben az évben a lengyel gyártmányú T-55A-al váltották le a régebbi konstrukciókat, illetve a 15. Gépkocsizó Lövészezrednél megjelentek a PSZH-k.
A 70-es években folyamatosan különböző hadgyakorlatokon vettek részt a magasabbegység alakulatai.
1975/1976-ban elkészültek a Magyar Néphadsereg legújabb laktanyái Győrben és Szombathelyen. Ide diszlokált át a 74. Felderítő Zászlóalj, a 14. Légvédelmi Rakétaezred és a 15. Gépkocsizó Lövészezred.
Folyamatosan történtek a technikai fejlesztések. Megjelentek a BLG-67-es hídvető harckocsik, a T-72 harckocsik és 1981-ben Szombathelyen a BMP–1 gyalogsági harcjárművek.
1985-ben viszont felfüggesztették a T-72-ek beszerzését és az olcsóbb T-55AM-ket vásárolták meg. Mint később kiderült, hogy ez a modernizáció nem váltotta be a hozzá fűzött reményeket. A szombathelyi 15. Gépesített Lövészezred harckocsi zászlóalja, illetve a rétsági MN 31. Harckocsi Ezred rendelkeztek ezekkel a rossz konstrukciós harckocsikkal.
A 11. Harckocsi Hadosztály számára a véget a RUBIN-feladat hozta meg. 1987-ben a hadosztályokat megszüntették és létrehozták az 1. Gépesített Hadtestet. A korábbi alakulatok közül dandár szintre tért át a szombathelyi 37. Gépesített Lövészdandár, a tatai 25. Harckocsi Dandár, és a rétsági 31. Harckocsi Dandár. A szabadszállási 145. Harckocsi Dandár pedig önálló hadsereg közvetlen alakulat lett.
Átvette a megszüntetett MN 8. Gépesített Lövészhadosztálytól a 33. Gépesített Lövészdandárt. A 8. Harckocsi Dandárt és a 14. Gépesített Lövészdandárt pedig a 2. Gépesített Hadtest alá rendelték.
1989. április 18-30. között történt meg az utolsó szovjet-magyar hadgyakorlat. 1990-ben felszámolták a zalaegerszegi MN 33. Gépesített Lövészdandárt, illetve a 31. Harckocsi Dandárt gépesített lövészdandárrá alakították át. Létrehozták még az egységes anyagi-technikai szolgálatot és a sorkatonai szolgálatot 12 hónapra csökkentették.
1991. október 1-én az 1. Gépesített Hadtest átalakult 1. Katonai Kerület-parancsnoksággá. Mozgósítás esetén ez a szervezet volt hivatott felállítani az 1. Gépesített Hadtestet és az 1. Területvédelmi Kerület-parancsnokságot. Utóbbi az elvonult hadtest körleteit volt hivatott őrizni, biztosítani a kiképzést. Átadásra került a gyöngyösi MH 80. Török Ignác Gépesített Lövészdandárt, de cserébe átkerült a MH 8. Kinizsi Pál Harckocsi Dandár a 2. Katonai Kerülettől.
Részleges mozgósítást vezettek be a délszláv háborúra hivatkozva. A politikai enyhülést követően különböző hadgyakorlatokon vett rész a magasabbegység.
1996-ban az 1. Katonai Kerületet felszámolták. Az alakulatokat vagy felszámolták a CFE-szerződésnek megfelelően vagy átkerültek a másik két még meglévő katonai kerülethez.

## Alárendelt alakulatok 1961-ben
- MN 57. Híradó Zászlóalj (Tata)
  - MN 11. Tüzér Törzsüteg (Tata)
  - MN 74. Felderítő Század (Tata)
- MN 69. Harckocsi Ezred (Tata)
- MN 31. Harckocsi Ezred (Rétság)
- MN 8. Légvédelmi Tüzérosztály (Vác)
- MN 22. Tüzérezred (Cegléd)
- MN 31. Harckocsi Felderítő Zászlóalj (Harcászati Rakétaosztály) (Tata)
- MN 18. Műszaki Zászlóalj (Mosonmagyaróvár)
  - MN 114. Vegyivédelmi Század (Tata)
  - MN 90. Tábori Sütöde (Tata)
- MN 120. Gépkocsi-szállító Zászlóalj (Tata)
- MN 131. Páncélos és Gépjárműtechnikai Javítóműhely (Tata)
- MN 301. Fegyverzetjavító Műhely (Tata)

## Alárendelt alakulatok 1963-ban
- MN 57. Híradó Zászlóalj (Tata)
  - MN 11. Tüzér Törzsüteg (Tata)
- MN 74. Felderítő Zászlóalj (Tata)
- MN 15. Gépesített Lövészezred (Aszód)
- MN 25. Harckocsi Ezred (Tata)
- MN 31. Harckocsi Ezred (Rétság)
- MN 145. Harckocsi Ezred (Szabadszállás)
- MN 8. Légvédelmi Tüzérosztály (Vác)
- MN 22. Tüzérezred (Cegléd)
- MN 31. Harckocsi Felderítő Zászlóalj (Harcászati Rakétaosztály) (Tata)
- MN 18. Műszaki Zászlóalj (Mosonmagyaróvár)
  - MN 114. Vegyivédelmi Század (Tata)
  - MN 90. Tábori Sütöde (Tata)
- MN 120. Gépkocsi-szállító Zászlóalj (Tata)
- MN 131. Páncélos és Gépjárműtechnikai Javítóműhely (Tata)
- MN 301. Fegyverzetjavító Műhely (Tata)

## Alárendelt alakulatok 1976-ban
- MN 57. Híradó Zászlóalj (Tata)
- MN 100. Rendészeti és Kommendáns Zászlóalj (Tata)
- MN 74. Felderítő Zászlóalj (Tata)
- MN 15. Gépesített Lövészezred (Szombathely)
- MN 25. Harckocsi Ezred (Tata)
- MN 31. Harckocsi Ezred (Rétság)
- MN 145. Harckocsi Ezred (Szabadszállás)
- MN 14. Légvédelmi Tüzérezred (Győr)
- MN 22. Tüzérezred (Cegléd)
- MN 31. Harckocsi Felderítő Zászlóalj (Harcászati Rakétaosztály) (Tata)
- MN 18. Műszaki Ezred (Győr)
  - MN 11. Rádiótechnikai Század (Tata)
  - MN 114. Vegyivédelmi Század (Tata)
- MN 120. Ellátó Zászlóalj (Tata)
- MN 131. Páncélos és Gépjárműtechnikai Javítóműhely (Tata)
- MN 301. Fegyverzetjavító Műhely (Tata)

## Alárendelt alakulatok 1986-ban
- MN 57. Híradó Zászlóalj (Tata)
- MN 100. Rendészeti és Kommendáns Zászlóalj (Tata)
- MN 74. Felderítő Zászlóalj (Győr)
- MN 15. Gépesített Lövészezred (Szombathely)
- MN 25. Harckocsi Ezred (Tata)
- MN 31. Harckocsi Ezred (Rétság)
- MN 145. Harckocsi Ezred (Szabadszállás)
- MN 14. Légvédelmi Tüzérezred (Győr)
- MN 22. Tüzérezred (Cegléd)
- MN 31. Harckocsi Felderítő Zászlóalj (Harcászati Rakétaosztály) (Tata)
- MN 18. Műszaki-Utász Zászlóalj (Győr).
- MN 11. Rádiótechnikai Század (Tata).
- MN 114. Vegyivédelmi Század (Tata)
- MN 51. Egészségügyi Zászlóalj (Tata)
- MN 120. Ellátó Zászlóalj (Tata).
- MN 131. Javító Zászlóalj (Tata)

## 1990-ben
- MH 57. Gerecse Vezetésbiztosító Zászlóalj (Tata)
- MH 74. Arrabona Felderítő Zászlóalj (Győr)
- MH 33. Gépesített Lövészdandár (Zalaegerszeg)
- MH 37. Savaria Gépesített Lövészdandár (Szombathely)
- MH 80. Török Ignác Gépesített Lövészdandár (Gyöngyös)
- MH 25. Klapka György Harckocsi Dandár (Tata)
- MH 31. Hunyadi János Harckocsi Dandár (Rétság)
- MH 14. Rába Légvédelmi Rakétaezred (Győr)
- MH 87. Légvédelmi Tüzérezred (Kiskunfélegyháza)
- MH 44. Tóth Ágoston Tüzérdandár (Marcali)
- MH 93. Jurisics Miklós Páncéltörő Tüzérezred (Szombathely)
- MH 18. Báró Nádasdy Ferenc Műszaki Ezred (Győr)
- MH 95. Ellátó Ezred (Zalaegerszeg)
- MH 114. Vegyivédelmi Zászlóalj (Zalaegerszeg)
- MH 131. Láhner György Javító Zászlóalj (Tata)

## Parancsnokok
- Bérces Emil vezérőrnagy (1961-1969)
- Darányi Miklós vezérőrnagy (1969-1977)
- Básti Gyula ezredes (1977-1979)
- Lőrincz Kálmán vezérőrnagy (1979-1985)
- Annus Antal vezérőrnagy (1985-1990)
- Wekerle József vezérőrnagy (1990-1992)
- Urbán Lajos vezérőrnagy (1992-1994)
- Táncos László dandártábornok (1994-1996)